# Ingenieursgeologie
De ingenieursgeologie is die tak van de aardwetenschappen die zich bezighoudt met het voorspellen van het gedrag van gesteente en grond, in geval daar door de mens een ingreep in wordt overwogen. Een ingenieursgeoloog is in staat met kennis van de geologie en natuurlijke materialen te bepalen welk veldonderzoek moet worden uitgevoerd om dit gedrag in voldoende mate te voorspellen.
Het onderzoek kan bestaan uit grondboringen, sonderingen, laboratoriumtesten, geofysich onderzoek (seismiek), georadar en dergelijke. In veel gevallen leveren ingenieursgeologen hun kennis aan civieltechnici ten behoeve van geotechnische constructies en projecten. Het vakgebied is overal van toepassing waar in de ondergrond of met natuurlijk voorkomende materialen gewerkt wordt. Denk bijvoorbeeld aan:
- zand- en grindwinning, bijvoorbeeld voor het maken van beton
- funderingen, onder andere voor huizen, wegen en spoorlijnen
- het maken van weginsnijdingen of tunnels in de bergen
- het uitbaggeren van vaargeulen of waterlopen
- het opspuiten van zand voor wegenbouw, kustverdediging of aanleg van kunstmatig eilanden
- het vinden en toepassen van natuursteen in gebouwen.